# Usza Wielka

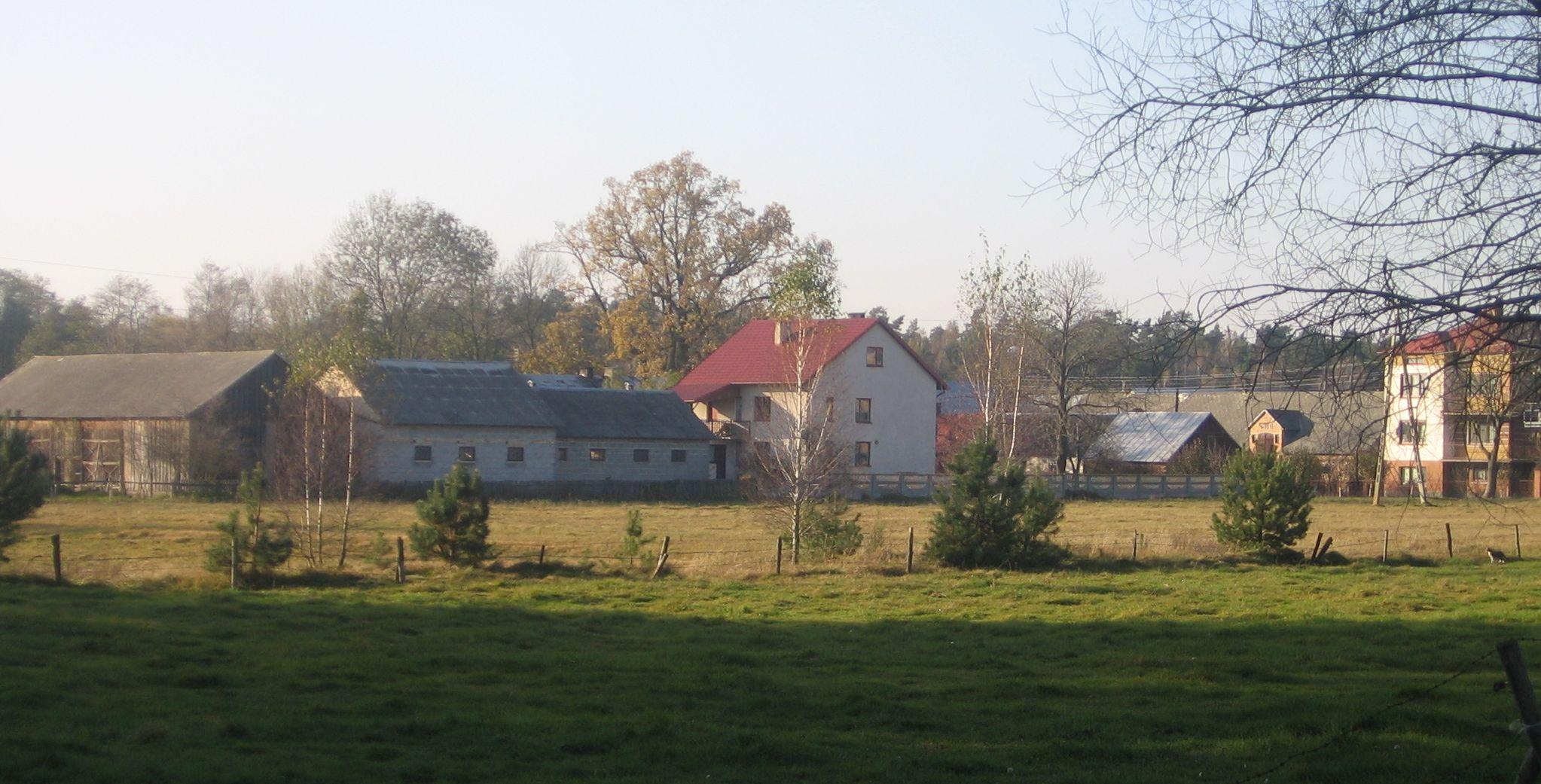
Południowa część miejscowości

Usza Wielka – wieś w Polsce położona w województwie podlaskim, w powiecie wysokomazowieckim, w gminie Klukowo.
W latach 1975–1998 miejscowość administracyjnie należała do województwa łomżyńskiego.
Wierni kościoła rzymskokatolickiego należą do parafii Zmartwychwstania Pańskiego w Kuczynie.

## Historia
- 1518 – wzmiankowany Mroczko de Usza[8].
- 1550 – w aktach drohickich zapisano: Paulus olim Nicolai in Vssa haeredes, districtus Drohicensis, co oznacza Paweł syn Mikołaja dziedzic Uszy w ziemi drohickiej
- 1569 – pod aktem przysięgi królowi polskiemu wymieniony Maciej, syn Falka z Uszy wielkiej, co sugeruje, że w tym czasie istniała również Usza Mała

Miejscowa szlachta przyjęła nazwisko Uszyńskich herbu Lubicz.
Przez wieki Usza Wielka była typowa wsią zamieszkałą przez drobną szlachtę. Budownictwo szlacheckie było głównie drewniane, poszyte słomą. Jednak obszernością i wyposażeniem wyróżniało się od chat chłopskich. W środku zazwyczaj była sień, a po bokach dwie izby, z których jedna była alkierzem. Wyposażenie w sprzęty było ubogie. Całość ogrodzona była płotem z chrustu lub żerdzi. W pobliżu dworu były zazwyczaj chałupy o czterech izbach, zwane czworakami. Mieszkali tam poddani chłopi i służba.
Tak opisuje chaty ubogiej szlachty XVIII-wieczny pamiętnikarz J. Kitowicz: Małej szlachty mieszkania nie różniły się od chłopskich chałup, snopkami częstokroć poszywane. W tym tylko różnica była, iż przed szlacheckim dworkiem musiały być koniecznie wrota wysokie, choć podwórze całe było płotem chruścianym ogrodzone, i druga, że dworek szlachcica miał dwie izby po rogach a sień w środku, gdy przeciwnie u chałupy chłopskiej sień jest z czoła a za nią izba, a w tyle komora.
W I Rzeczypospolitej wieś w ziemi drohickiej w województwie podlaskim.
- W roku 1827 wieś liczyła 19 domów i 149 mieszkańców[10].
- W roku 1891 odnotowano 20 gospodarstw drobnoszlacheckich o łącznej powierzchni 107 ha. Przeciętne gospodarstwo liczyło około 5 ha.
- W roku 1921 naliczono 24 domy z 142 mieszkańcami, w tym 5 prawosławnych Rosjan[9].

Pod koniec XIX w. miejscowość drobnoszlachecka. Wymienione są: Usza Wielka, Usza Mała i Usza Szczuki.
Pierwszą, nieudaną próbę scalenia gruntów podjęto we wsi w roku 1900. W 1912 r. skuteczną komasację wykonała rada w składzie: ksiądz Aleksander Dołęgowski - proboszcz kuczyński, Wł. Zambrzycki, J. Maruszewki, K. Skolimowski, Fr. Murawski oraz dwaj mierniczy: Jan Aleksander i Józef Wolterowie.
Decyzją z dnia 9 kwietnia 1929 r. poz. 958 wojewoda białostocki zatwierdził Statut dla Kółka Rolniczego we wsi Usza Wielka. 

## Obiekty zabytkowe
- murowana kapliczka w stylu neogotyckim z roku 1907, wybudowana staraniem Piotra Uszyńskiego

## Współcześnie
Wieś typowo rolnicza. Produkcja roślinna podporządkowana przede wszystkim hodowli krów mlecznych. Miejscowość jest zaopatrywana w wodę z wodociągu "Zawisty-Dworaki" z sąsiedniej gminy Boguty-Pianki
Od południa Usza Wielka sąsiaduje z miastem i gminą Ciechanowiec, od północy ze wsią Usza Mała, od wschodu znajdują się wsie: Malinowo i Wiktorzyn, a od zachodu wieś graniczy z województwem mazowieckim.